# Husby Kirke (Holstebro Kommune)
 For alternative betydninger, se Husby Kirke. (Se også artikler, som begynder med Husby Kirke)
Husby Kirke er en kirke i Husby, ca. 5 kilometer syd for Nissum Fjord.
Både skib og kor er udført i romansk stil, mens tårn og våbenhus er tilføjet i senmiddelalderen. Kirkens altertavle stammer fra 1500-tallet, mens døbefonten er udført i granit i romansk stil. Prædikestolen er forsynet med lydhimmel og stammer fra ca. 1600. En stor krucifiksfigur, der formodes at være sengotisk – men er anbragt på et nyt kors – hænger på nordvæggen.
Salmedigteren K.L. Aastrup var i perioden 1923-1949 pastoratets præst og ligger begravet syd for kirkebygningen.
Ved etableringen lå kirken i det åbne land, hvor de høje klitter og store strækninger med flyvesand satte sit præg på landskabet. Kirkens nabo mod nordvest er i dag Husby Klitplantage.
Som egnens øvrige kirker bygget i 1200–tallet, er Husby Kirke opført med kvadersten. Tårnets udseende med fire spidsgavle og det høje spir gør, at dette ikke forveksles med egnens øvrige kirketårne. Det gjorde i ældre tid kirken velegnet som sømærke.

## Eksterne kilder og henvisninger
- Wikimedia Commons har flere filer relateret til Husby Kirke (Holstebro Kommune)
- Kirkens beskrivelse hos Runeberg: Trap 3-4, s. 579 Ulvborg Herred – Husby og Søndre-Nissum Sogne
- Kirker i Ulfborg-Vemb
- Husby Kirke hos KortTilKirken.dk